# 刚果民族解放阵线

刚果民族解放阵线标志

刚果民族解放阵线（法語：Front de libération nationale congolaise，缩写为FLNC）是刚果民主共和国（曾改名为扎伊尔）历史上的一个左翼武装反对派组织和政党。该党奉行卢蒙巴主义、马克思列宁主义和社会主义。曾拥有1600—3000名武装人员。
1967年，该党由刚果（金）加丹加省的叛乱分子在安哥拉成立，创始成员主要来自前加丹加国宪兵队。领导人是纳塔尼尔·姆本巴。目标是推翻扎伊尔独裁者蒙博托·塞塞·塞科。该党最著名的行动是在1977年和1978年两次试图进攻扎伊尔的沙巴省（即原来的加丹加省）。这些军事行动威胁到蒙博托政权，引发两场国际战争：第一次沙巴战争和第二次沙巴战争，并使安哥拉内战局势更加复杂。1991年后，该党合法化，其成员返回扎伊尔。第一次刚果战争期间，为反对卢旺达军队在扎伊尔驻扎，该党的武装力量与扎伊尔军队并肩作战；后来，该党转而支持洛朗-德西雷·卡比拉领导的解放刚果-扎伊尔民主力量联盟。在约瑟夫·卡比拉担任总统期间，该党加入反对派。